# Alkonost

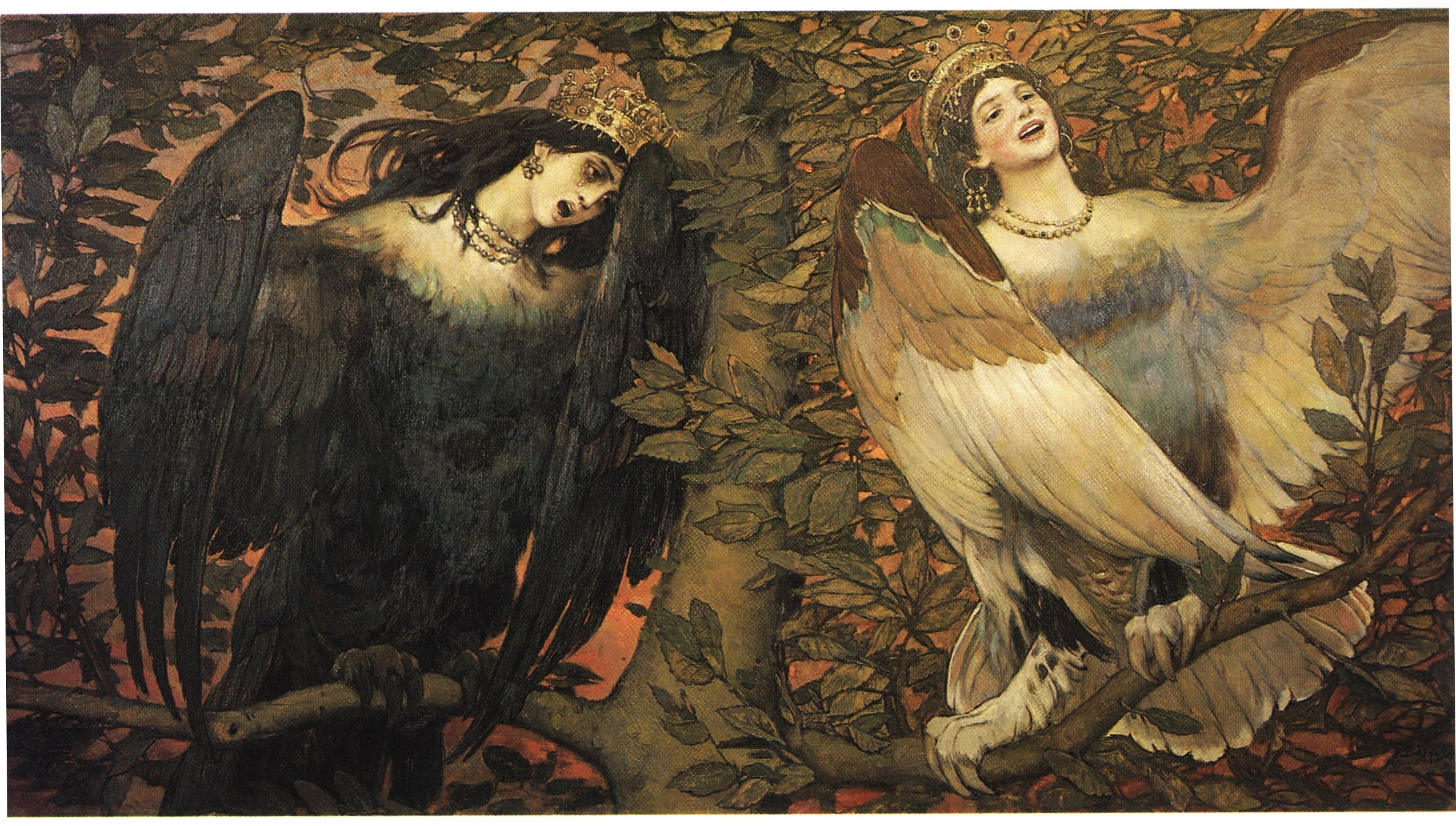
Zwei sagenhafte magische Vögel, rechts die Alkonost, links eine Sirin. (Wiktor Wasnezow, 1896)

Alkonost ist der Name einer Sagengestalt des russischen Volksglaubens. Es handelt sich um Vögel, die das Gesicht einer schönen Frau besitzen.

## Merkmale
Alkonost stammt als Name aus der griechischen Mythologie, von Alkyone abgeleitet. Alkyone wurde von den Göttern in einen Eisvogel verwandelt.
Die Wesen pflanzen sich durch Eiablage fort. Sie legen diese auf der Meeresküste ab und rollen sie dann ins Wasser. Daraufhin beruhigt sich die See für sechs oder sieben Tage und wird durch einen Sturm aufgewirbelt, sobald die Jungen schlüpfen.
Die Alkonosty sind die magischen Vögel des Glücks und der Hoffnung. Im Gegensatz dazu stehen die Sirin, die Vögel der Trauer und des Kummers. Die Alkonosty sind den Menschen gut gesinnt, die Sirin hingegen weniger.

## Interpretation
Für die Russisch-Orthodoxe Kirche ist die Alkonost die Personifikation des göttlichen Willens. Sie lebt im Paradies und verlässt es nur, um in unserer Welt Botschaften zu überbringen. Ihre Stimme lässt jeden, der sie hört, alles rund um ihn vergessen.

## Galerie

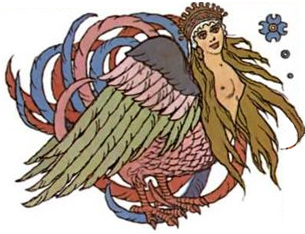
Iwan Bilibins Alkonost
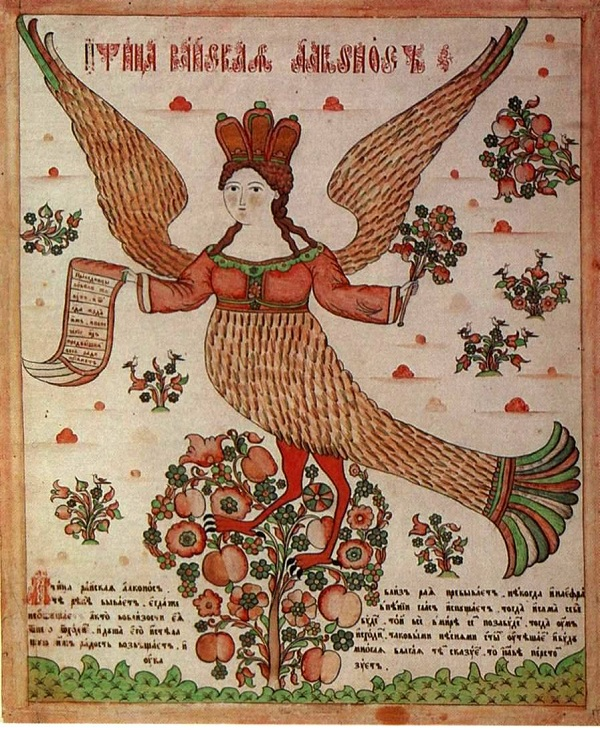
Eine weitere Alkonost
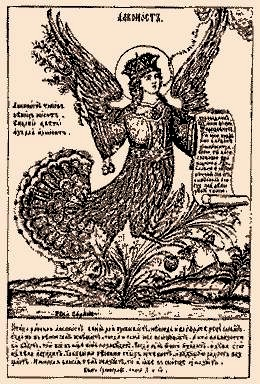
Alkonost (Postkarte von 1908)